# Farkasházy Tivadar
Farkasházy Tivadar (Budapest, 1945. december 15. –) kétszeres Pulitzer-emlékdíjas magyar humorista, közgazdász, újságíró. A herendi porcelángyár felvirágoztatójának, Farkasházy Fischer Mórnak az ükunokája, Mitzger Tivadar orvos unokája.

## Élete
Édesapja Farkasházy Tibor (1900–1965) lapszerkesztő, édesanyja Mitzger Éva (1923–2013) volt.
1969-ben szerezte diplomáját a Marx Károly Közgazdaságtudományi Egyetem terv-matematika szakán (a Közgazdász hetilapnál kezdett el cikkeket írni.) Farkasházy Tivadar nemcsak egyetemi évei (1964-1969) alatt, hanem 1972-1975 között is a Közgazdászban publikálta humoros, sokszor rendszerkritikus írásait. Pl. Fülig Jimmy sorozatán belül Fülig Jimmy vizsgázik. (Rejtő Jenő. Piszkos Fred a kapitány könyvét plagizálva).
Később doktorált, 1971-ben készült disszertációjának címe Beruházási hitelkérelmek versenyeztetése. 1969–1972 között a Beruházási Bank közgazdásza volt.
1973-tól a Vidám Színpad, később a Mikroszkóp Színpad szerzője volt. 1974-ben a Magyar Rádió első humorfesztiváljának győztese lett. 1975 óta a Rádiókabaré szerkesztője (1975–1985: társszerkesztő, 1985–1993: főszerkesztő, 1994-ben Csúcs László több rádiós vezető társaságában elbocsátotta, de 1994 végétől ismét a Rádiókabaré vezető szerkesztője). 1989 óta a Hócipő című szatirikus kéthetilap alapító főszerkesztője. 1993–2003 között balatonszárszói telke kertjében rendezte meg a Szárszói találkozókat. Eddig 15 kötete jelent meg. 1999-től 2016-ig a Heti Hetes című tévéműsor szereplője volt.
2007. március 26-áról március 27-ére virradóra egy éjszakát töltött a baracskai börtönben, tiltakozásként egy 5 000 Ft-os közlekedési bírság ellen. A bírság összegéből 1 000 Ft-ot leült, a többit befizette, saját becslései szerint az állam 30 000 Ft-ot bukott az ügyleten.
Barátai „Teddy”-nek becézik, a keresztneve után. Felesége Benedek Noémi („Mimi”), hegedűkészítő-mester.

## Szakmai elismerései

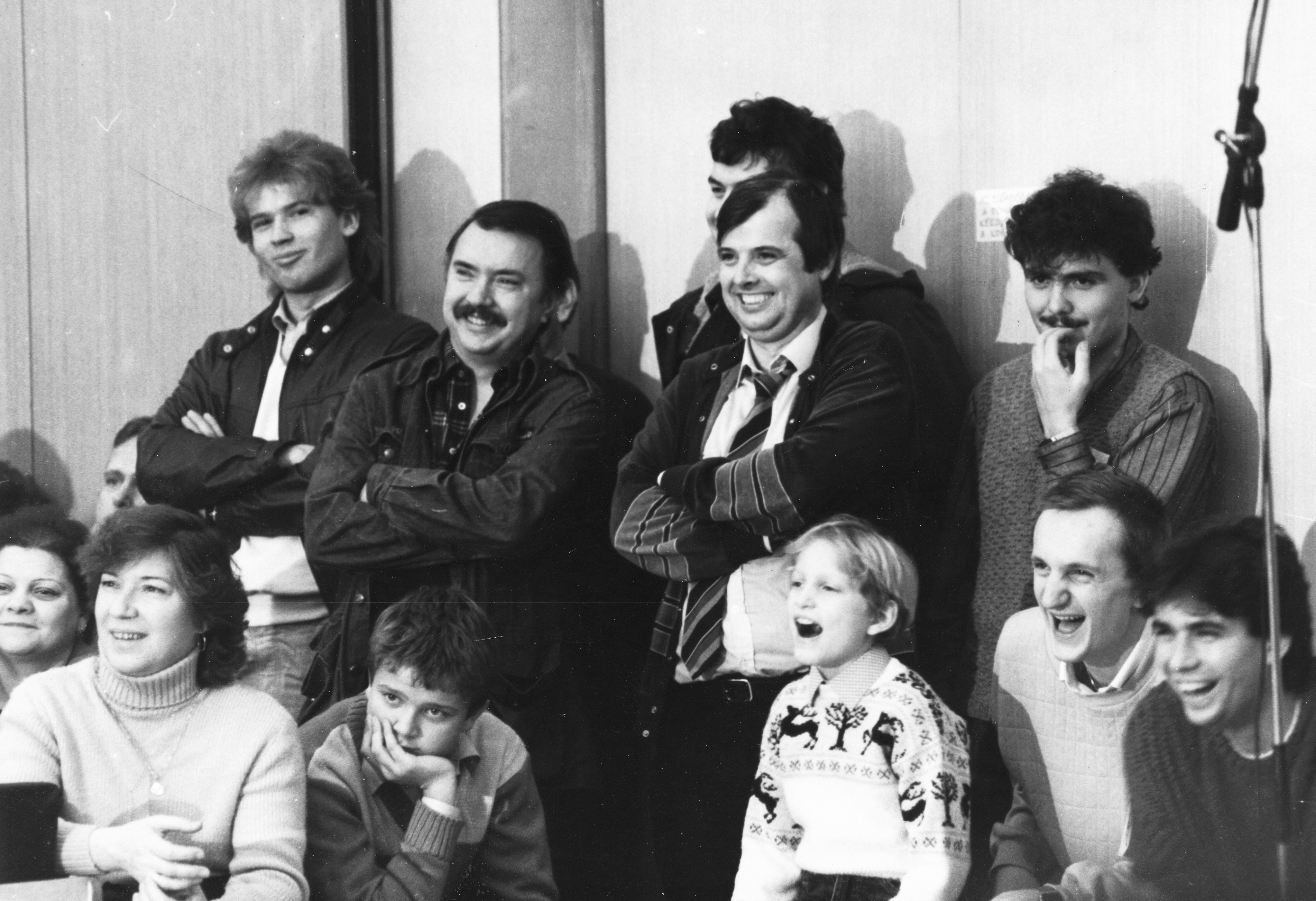
Rádiószilveszter, 1986

- A Magyar Rádió első Humorfesztiváljának győztese (1974)
- Karinthy-gyűrű (1986)
- Opus-díj (1991)
- Joseph Pulitzer-emlékdíj (1992)
- Maecenas-díj (1993)
- Kollektív Joseph Pulitzer-emlékdíj (2000)
- A XIII. kerület díszpolgára (2001)
- A Magyar Köztársasági Érdemrend tisztikeresztje (2002)

## Könyvei
- Halálcsoportban avagy A kistérségi Napóleon eltüntet egy várost; rajz. Marabu, Bélabátyó; Hócipő Kft., Bp., 2021
- Para-Kovács–Váncsa István–Farkasházy Tivadar: Az orbánság aranya. Narancskönyv; rajz. Marabu rajz.; jav. utánny.; Hócipő Kft., Bp., 2018
- Pacsirta a Dunán avagy 400 ezer orosz óra; rajz. Marabu; Hócipő Kft., Bp., 2018
- Para-Kovács–Váncsa István–Farkasházy Tivadar: Az orbánság aranya. Narancskönyv; rajz. Marabu rajz.; Hócipő Kft., Bp., 2017
- Bobby visszatér, avagy A Fischer-rejtély; Adwise Media, Bp., 2008
- Overdose – a veretlen 11 (2008) – A könyv honlapja
- Bobby visszatér avagy a Fischer-rejtély (2008) – A könyv honlapja
- 32 figura – a sakk regénye (2007) – A könyv honlapja
- Zsokékrul – a lóverseny regénye (2006) – A könyv honlapja
- Ír Úr – avagy búcsú a kabarétól (2004) – A könyv honlapja
- A kék mauritius (2002) – A könyv honlapja
- Fülig Jimmy kiadott és kiadatlan levelei (2002)
- Hét és fél (2001)
- Hetedik (2000)
- Fülig Jimmy kiadatlan levelei (1998)
- Atlasszal Hócipőben (1995)
- Nem Értem (1994)
- Tévések végjátéka (Új Idő, Debrecen, 1989) ISBN 9637950028
- Mitisír a hogyishívják (Kossuth Kiadó, Budapest, 1988) ISBN 9630932466
- 22 bolond a Rádiókabaréból (1987) ISBN 9635005202

## Televíziós produkciói
- Telepohár (1983)
- Televáró (1985)
- Megengedett Sebesség (1987–1988, 6 adás után betiltva)
- Sándor György utcai játékai (1987–1988)
- Teletelep (1989)
- Élő Hócipő (1991)
- Heti Hetes (1999-2016)
- 6-OK (2004)
- Telekabaré (2008-tól)

## Filmes közreműködései
- Hasutasok (2007)– MÁV vezérigazgató